# Хаскелл, Натаниэль Мервин
Натаниэль Мервин Хаскелл (англ. Nathaniel Mervin Haskell; 27 сентября 1912 — 8 февраля 1983) — американский политик-республиканец, 62-й губернатор штата Мэн.

## Ранние годы
Хаскелл родился в Питсфилд, Мэн. Его родители умерли, когда ему было два года. Тогда же он вместе с сестрой Эмилией и её мужем переехали в Портленд. Хаскелл окончил среднюю школу Диринга. Полный решимости быть адвокатом, он окончил юридическую школу Пибоди в 1934 году и был допущен в коллегию адвокатов Мэна. Вскоре он открыл свою контору в центре Портленда.

## Политическая карьера
В 1943 Хаскелл был избран в Палату представителей Мэна. Переизбран в 1945, 1947 и 1949. С 1945 был Спикером палаты. 1951 избран в Сенат штата Мэн, в 1953 переизбран и назначен председателем Сената.
Короткий период губернаторства Хаскелла был результатом линии наследования губернаторских полномочий, подобно президентским. Сразу после объявления результатов губернаторских выборов 1952 года, губернатор Фредерик Пэйн ушел в отставку, чтобы подготовиться занять место в Сенате. Так как штат Мэн не имеет вице-губернатора, председатель Сената первый в порядке наследования. Бёртон Кросс, действующий председатель Сената, избранный губернатором, занял должность в порядке наследования. Срок избранного губернатора должен был начаться только 7 января 1953. В 10:00 6 января 1953 срок Кросса как председателя Сената истек. Хаскелл, как только что назначенный на должность председателя, занял пост губернатора до 11:00 7 января, то есть до торжественной церемонии принятия присяги Бёртона Кросса.
Хаскелл оставался председателем Сената до конца 1953 года, когда был назначен судьёй округа Камберленд.
1. ↑  Find a Grave (англ.) — 1996.